# Fachbach
Fachbach è un comune di 1.295 abitanti della Renania-Palatinato, in Germania.
Appartiene al circondario (Landkreis) del Rhein-Lahn-Kreis (targa EMS) ed è parte della comunità amministrativa (Verbandsgemeinde) di Bad Ems-Nassau.